# 倉敷市消防局
倉敷市消防局（くらしきししょうぼうきょく）は、岡山県倉敷市の消防部局（消防本部）。浅口市（旧金光町地域のみ）および都窪郡早島町は倉敷市に常備消防事務を委託している。

## 組織
- 本部 - 消防総務課、警防課、予防課、危険物保安課
- 消防署

## 主力機械
2008年4月1日現在
- 普通消防ポンプ車：19
- 水槽付ポンプ車：6
- 大容量送水ポンプ車：1
- はしご車：4
- 化学車：5
- 大型高所放水車：1
- 泡原液搬送車：2
- 小型動力ポンプ付水槽車：4
- 大型放射砲車：1
- 泡放射砲車：5
- 救助工作車：4
- 指揮車：7
- 資機材搬送車：7
- 救急車：20
- 支援車：1
- マイクロバス：2
- その他車両：23
- 消防艇：1

## 消防署
| 消防署     | 住所           | 分署                   | 出張所                                                             |
| ---------- | -------------- | ---------------------- | ------------------------------------------------------------------ |
| 倉敷消防署 | 白楽町162-5    | 中洲：水江1224-2       | 庄：二子135-3 東：中帯江164-5                                      |
| 水島消防署 | 水島北幸町4-1  | なし                   | なし                                                               |
| 児島消防署 | 児島小川1-1-17 | 臨港:児島塩生2961      | 琴浦：児島田の口7-6-6 郷内：林638-1 下津井：下津井吹上2-650        |
| 玉島消防署 | 玉島八島856-1  | 真備：真備町有井1930-3 | 勇崎：玉島勇崎1042-1 北：玉島長尾499-6 西：浅口市金光町占見新田787 |

## 沿革
- 1948年 - 【旧・倉敷市】倉敷市消防本部及び倉敷市消防署 開設。
- 1948年 - 【児島市】児島市消防本部 開設。
- 1952年 - 【児島市】児島消防署 開設。
- 1954年 - 【旧・倉敷市】水島分署開設。
- 1956年 - 【児島市】琴浦派出所 開設。
- 1957年 - 【玉島市】玉島市消防本部及び玉島市消防署開設。
- 1959年 - 【旧・倉敷市】救急業務開始。
- 1960年 - 【児島市】消防庁舎を新築移転。琴浦派出所廃止。
- 1962年 - 【旧・倉敷市】化学車を水島分署に配備。
- 1965年 - 【旧・倉敷市】水島分署が水島消防署に昇格、2署体制となる。中洲出張所 開設。
- 1966年 - 【児島市】救急業務開始。
- 1967年 - 2月1日　3市合併により新・倉敷市発足。倉敷市消防本部及び倉敷、水島、児島、玉島の4署と1出張所体制に改組・発足。
- 1969年 - 5月　消防艇を水島消防署へ配備。
- 1969年 - 11月　玉島消防署庁舎新築移転。
- 1971年 - 4月　臨港消防署開設、5署体制となる。
- 1971年 - 10月　倉敷市消防音楽隊発足。
- 1972年 - 4月　都窪郡茶屋町及び早島町、浅口郡船穂町及び金光町の消防事務を受託し業務を開始。水島消防署新庁舎　落成。
- 1973年 - 6月　庄出張所及び琴浦出張所を開設。
- 1974年 - 5月　東出張所、北出張所及び西出張所を開設。
- 1974年 - 10月　消防本部及び倉敷消防署合同庁舎が落成。
- 1976年 - 10月　倉敷市消防本部を倉敷市消防局に改称。
- 1978年 - 5月　郷内出張所開設。
- 1979年 - 5月　大高出張所及び西出張所（金光町）を開設。従来の西出張所を勇崎出張所に改称。
- 1984年 - 12月　児島消防署新庁舎落成。
- 1988年 - 4月　下津井出張所開設。
- 1993年 - 3月　初の高規格救急車を倉敷消防署へ配備。
- 1993年 - 11月　玉島消防署新庁舎落成。
- 1997年 - 5月　倉敷市消防局及び倉敷消防署新合同庁舎（防災センター併設）が移転・落成。大高出張所　廃止。
- 1999年 - 9月　台湾地震災害に国際消防救助隊を派遣。
- 2002年 - 4月　中洲出張所が分署に昇格。
- 2004年10月20日　平成16年台風第23号豊岡市水災害に緊急消防援助隊を派遣した。
- 2006年 - 4月　真備分署開設[注釈 1]
- 2009年 - 4月　臨港消防署が分署に降格。
  - 倉敷消防署に高度救助隊「Advanced Rescue Team」を設置した。
- 2011年 - 東北地方太平洋沖地震に伴う東日本大震災に緊急消防援助隊を派遣した。
- 2017年 - エネルギー・産業基盤災害即応部隊指揮隊（ドラゴンハイパー・コマンドユニット）を児島消防署に編成、総務省消防庁から車両貸与を受ける。